# Pere Antoni Mataró Monserrat
Pere Antoni Mataró Monserrat (finals segle xix, Llucmajor, Mallorca - 1932, Llucmajor) fou un polític conservador mallorquí batle de Llucmajor en el període 1918-20, diputat provincial i president de la Diputació Provincial de Balears (1923-24).
Mataró era descendent d'una família de notaris, els Mataró, instal·lada a Llucmajor des del temps de la conquesta de Mallorca que, amb els segles, esdevingueren terratinents. A més de terratinent fou empresari teatral. El 1902 inaugurà el teatre Mataró, situat a la plaça Espanya de Llucmajor, que regentà fins a la seva mort.
Fou regidor de l'ajuntament de Llucmajor a principis del segle XX i assolí el càrrec de batle el 1917. El 1920 fou succeït pel seu germà Miquel Mataró Monserrat, quan es presentà a les eleccions de diputat provincial. Amb el cop d'estat de Miquel Primo de Rivera fou nomenat president de la Diputació Provincial. La Diputació Provincial patí inestabilitat i interferències dels militars. El gener de 1924 el general Chalier nomenà una nova Diputació. El president tornà a ser Pere Antoni Mataró, però l'agost la corporació presentà la dimissió en bloc a causa de la no aprovació del pressupost.
Té un carrer a Llucmajor dedicat a ell per haver sigut president de la Diputació Provincial. El marit de la seva neta, Lluc Tomàs Munar del Partit Popular, fou batle de Llucmajor entre 1999 i 2008.